# Khudai Khidmatgar
 (décembre 2020).

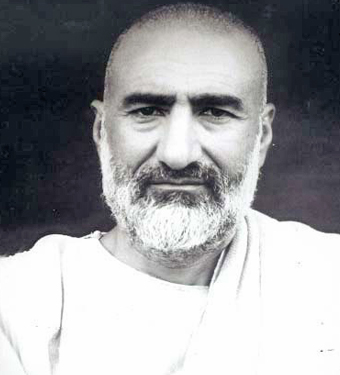
Khan Abdul Ghaffar Khan.

Khudai Khidmatgar (en pachto : خدايي خدمتگار ; littéralement « serviteurs de Dieu ») est un mouvement lancé par des Pachtounes du Raj britannique s'opposant à la domination coloniale. Il est surtout inspiré par le Mouvement pour l'indépendance de l'Inde.  Khan Abdul Ghaffar Khan, le leader des Kudai Khidmatgar, est d'ailleurs surnommé le « Gandhi de la Frontière » — en référence à la Province de la Frontière du Nord-Ouest (aujourd'hui Khyber Pakhtunkhwa) où vivent les Pachtounes qui étaient autrefois inclus dans l'Inde britannique. Le mouvement mène également une lutte non violente, mais il est victime de la répression britannique dans les années 1920. 

## Lutte contre la colonisation
Khudai Khidmatgar s'est longtemps opposé à la Ligue musulmane et donc à la partition des Indes, et a été incité à rejoindre le Congrès national indien.
Le mouvement désignera les colonisateurs britanniques comme responsables de la partition de l'Inde, et il accusera aussi les colonisateurs d'avoir déclenché la haine entre musulmans, hindous et sikhs, de façon à diviser pour régner et conserver ainsi cet ensemble colonial.          
Le mouvement soulignera aussi le faible taux de scolarisation et d'éducation sous le Raj britannique, cause de l'ignorance, l'intolérance et la violence qui engendrera la partition. L'analphabétisme reste encore très élevé au Pakistan de nos jours, ce qui fait le terreau des extrémistes, entretient le fanatisme religieux, limite le droit des femmes et discrimine les minorités religieuses[réf. nécessaire].         

## Image des Pachtounes
De nos jours, dans les médias occidentaux, les Pachtounes sont souvent présentés comme un peuple conservateur, tribal, fanatisé religieusement, et violent, alors que dans la réalité, il existe aussi de nombreux Pachtounes modérés et progressistes, ce qui étonnait déjà Nehru dans les années 1940 et 1950[réf. nécessaire]. Actuellement, la voix du mouvement Khudai Khidmatgar est surtout représentée et portée par le Parti national Awami au Pakistan.           